# Privataria
Privataria é um neologismo em língua portuguesa criado pelo jornalista ítalo-brasileiro Elio Gaspari. O termo mescla as palavras privatização e pirataria, que foi utilizado inicialmente para descrever o processo de privatizações de empresas estatais iniciado pelo governo do presidente brasileiro Fernando Henrique Cardoso (1995–2002) por Elio Gaspari. Apesar de não constar em nenhum dicionário, o termo é usual entre setores da esquerda e alguns jornalistas.. Um termo semelhante foi criado pelo economista estadunidense Joseph E. Stiglitz, premiado com o Prémio de Ciências Económicas em Memória de Alfred Nobel em 2001; briberization, que traduzido significaria algo como "propinização".
O termo é usado de modo informal ao se referir a processos de privatizações realizados por valores discutíveis juntamente com indícios de operações ilegais como: o envolvimento de propinas, desvio de dinheiro público e a utilização de off-shores num processo conhecido como "lavagem" de recursos financeiros em paraísos fiscais.